# Преображенка (Березівський район)
Преобра́женка — село Старомаяківської сільської громади Березівському районі Одеської області в Україні. Населення становить 465 осіб.

## Історія
Під час організованого радянською владою Голодомору 1932—1933 років померло щонайменше 4 жителі села.
Колишній орган місцевого самоврядування — Преображенська сільська рада.

## Населення
Згідно з переписом УРСР 1989 року чисельність наявного населення села становила 461 особа, з яких 205 чоловіків та 256 жінок.
За переписом населення України 2001 року в селі мешкали 464 особи.

### Мова
Розподіл населення за рідною мовою за даними перепису 2001 року:
| Мова       | Відсоток |
| ---------- | -------- |
| українська | 80,00 %  |
| молдовська | 9,03 %   |
| російська  | 7,96 %   |
| болгарська | 1,51 %   |
| вірменська | 1,08 %   |
| гагаузька  | 0,22 %   |
| інші       | 0,20 %   |